# Брауншвейзьке графство

Герб брауншвейзьких Вельфів

Брауншвейзьке графство (нім. Grafschaft Braunschweig) — графство в середньовічному Саксонському герцогстві, що існувало приблизно з IX століття до 1235 року, коли воно було піднято до Брауншвейг-Люнебурзького герцогства.

## Історія
Графство розвинулося з володінь династії Брунонів з центром у місті Брауншвейг і було розширено за рахунок спадщини Генріха Товстого навколо Нортхайма та Геттінгена та частини Біллунзької спадщини навколо Люнебурга, який перейшов до дому Вельфів у 1106 році. Коли Саксонське герцогство було реорганізовано в 1180 році, графство стало фактично незалежним від герцогства, оскільки нові герцоги з дому Асканіїв не могли встановити контроль над ним.
У 1203 році три сини герцога Генріха Лева поділили графство між собою: Генріх V отримав західну частину з Ганновером і Геттінгеном, Вільгельм отримав територію навколо Люнебурга, а Оттон IV територію навколо Брауншвейга. У 1235 році Брауншвейзьке графство було підняте до статусу Брауншвейг-Люнебурзького герцогства, яке пережило Священну Римські імперію та існувало до 1918 року.

## Графи

### ДинастіяБрунонів
- Брун I (на посаді до 991, помер у 1015/16)
- Людольф (помер 1038)
- Брун II (помер 1057)
- Екберт I (помер 1068)
- Екберт II (помер 1090)

### Династія Нортгаймів
- Генріх Товстий (помер 1101)

### Династія Зюплінгенбургів
- Лотар (помер 1137)

### ДинастіяВельфів
- Генріх Гордий (помер 1139 р.)
- Генріх Лев (скинутий 1180, помер 1195)
- Спільно:
  - Вільям Вінчестерський (помер 1215 р.)
  - Оттон IV, імператор Священної Римської імперії (помер 1218)
  - Генріх V, пфальцграф Рейну (помер 1227)
- Отто I (зведений до герцога в 1235 р.)